# 쇼에이 신호장
쇼에이 신호장(일본어: 昭栄信号場)은 일본 홋카이도 나카가와 군 이케다 정에 있는 홋카이도 여객철도 네무로 본선의 신호장이다.

## 구조
2선을 가진 단선 엇갈림 형태의 신호장이다.

## 역 주변
- 국도 제38호선

## 역사
- 1966년 9월 27일 : 신설.
- 1971년 5월 1일 : 무인화.
- 1987년 4월 1일 : 민영화에 의해, 홋카이도 여객철도로 이관.

## 인접 정차역
| 홋카이도 여객철도 네무로 본선 | 홋카이도 여객철도 네무로 본선 | 홋카이도 여객철도 네무로 본선 |
| ----------------------------- | ----------------------------- | ----------------------------- |
| 이케다 다키카와 방면          | 네무로 본선                   | 도후쓰 구시로 방면            |